# 大崎駅

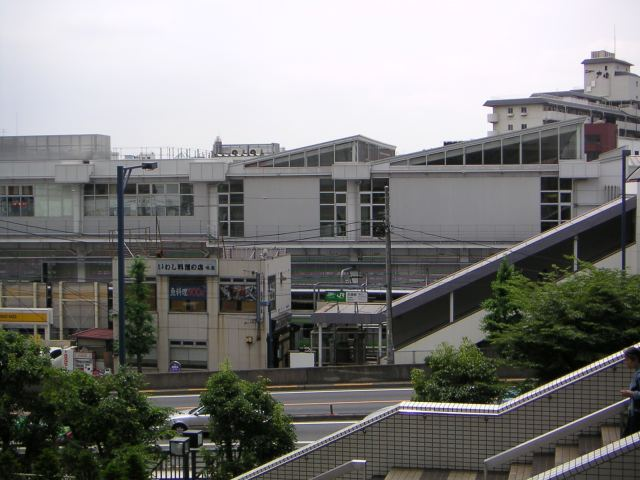
東口（2005年6月）

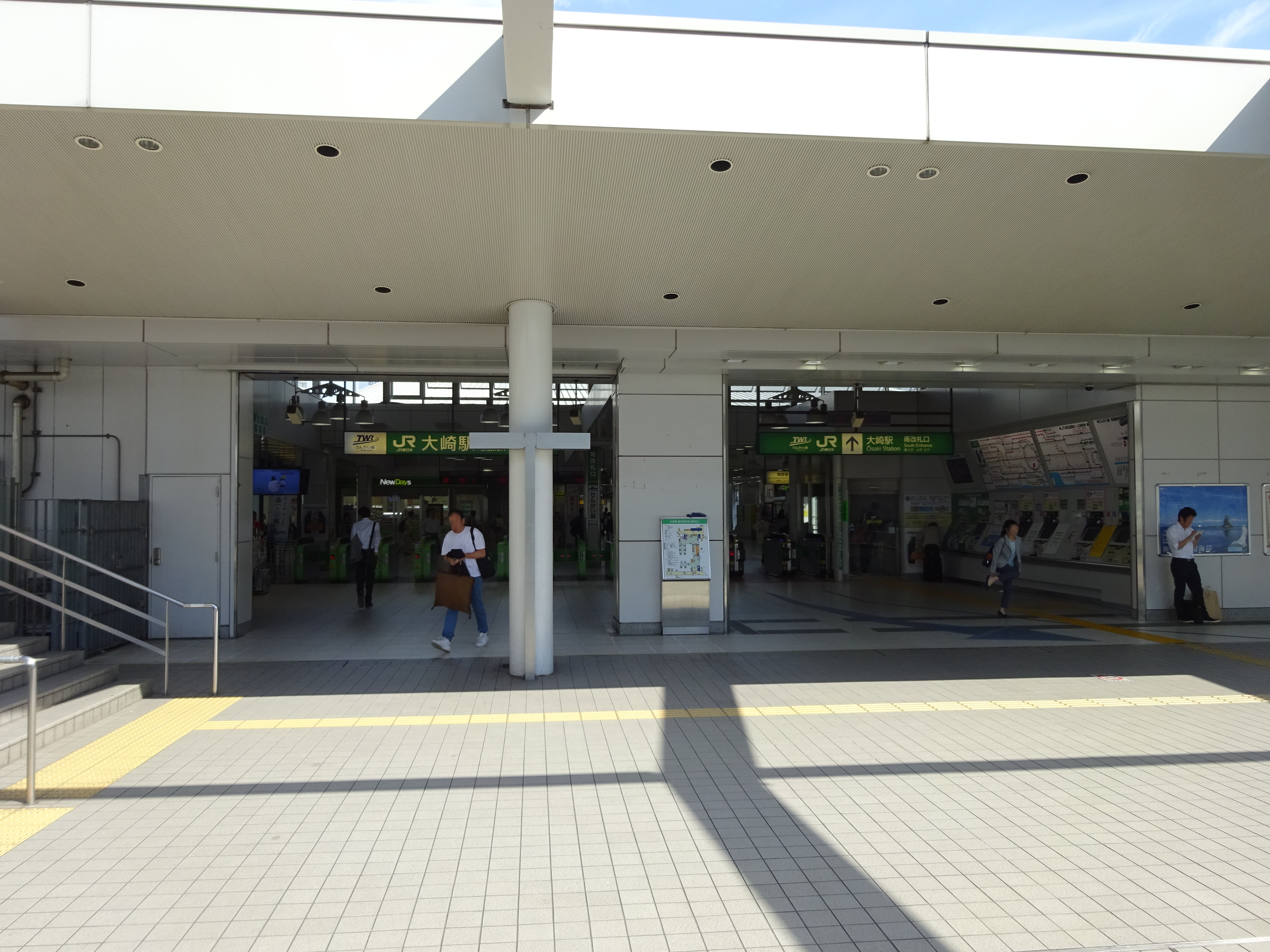
南口（2016年6月）

大崎駅（おおさきえき）は、東京都品川区大崎一丁目にある、東日本旅客鉄道（JR東日本）・東京臨海高速鉄道（TWR）の駅である。
JR東日本と東京臨海高速鉄道の共同使用駅で、JR東日本が駅管理を行う。

## 乗り入れ路線
JR東日本の各線（後述）と東京臨海高速鉄道のりんかい線が乗り入れている。りんかい線は当駅を終点としている。このうち、JR東日本の駅には「OSK」のスリーレターコードが付与されている。
- JR東日本：各線（後述）
- 東京臨海高速鉄道： りんかい線 - 駅番号はR 08。

当駅に乗り入れているJR東日本の路線は、線路名称上は山手線のみである。ただし、東海道本線の支線（通称「品鶴線」）と接続する大崎支線と旧蛇窪信号場および旧目黒川信号場までも当駅構内の扱いとなっている。運転系統としては次の4系統が停車し、旅客案内ではそれぞれ別路線として扱われている。
- 山手線：電車線を走行する環状線としての山手線電車 - 駅番号はJY 24。
- 埼京線：新宿駅方面の山手貨物線を走行。りんかい線、東海道貨物線経由で羽沢横浜国大駅から相鉄線との相互直通運転を実施 - 駅番号はJA 08。
- 湘南新宿ライン：山手貨物線と品鶴線武蔵小杉駅方面を直通運転 - 駅番号はJS 17。
- 相鉄線直通列車：山手貨物線・品鶴線・東海道貨物線を経由し、新宿駅方面と相鉄線とを相互直通運転する系統、当駅から新宿方は埼京線列車の扱いで運行

当駅は、JRの特定都区市内制度における「東京都区内」および「東京山手線内」に属している。

## 歴史

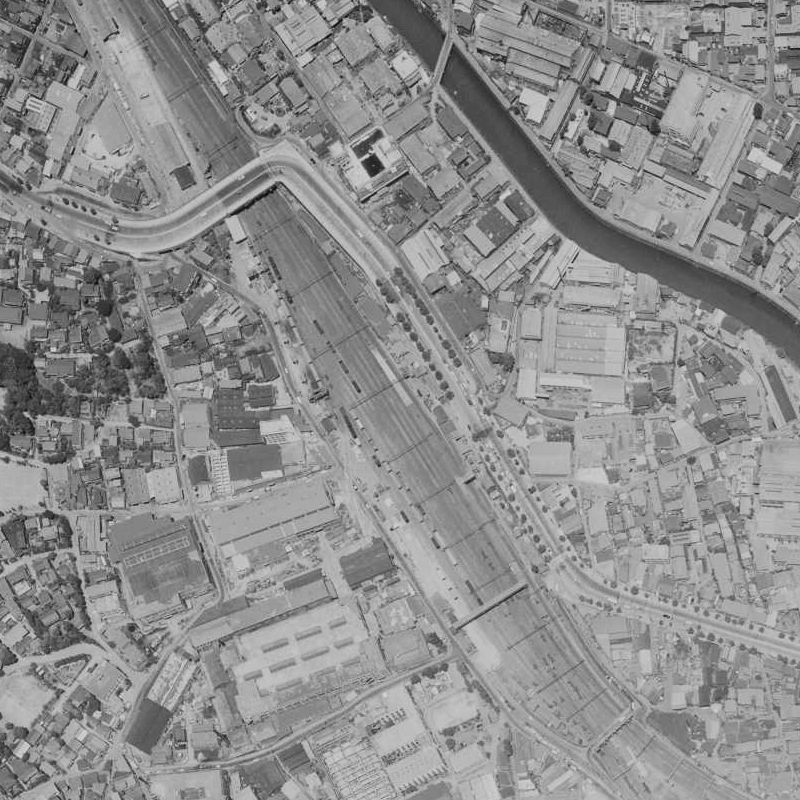
大崎駅周辺の白黒空中写真（1963年6月26日撮影）

- 1894年：後の大崎駅（日本鉄道品川線）と東海道線大井聯絡所（大井町駅）との間を短絡する軍用連絡線が作られた。この連絡線は一般の貨物列車にも使われた。
- 1901年（明治34年）2月25日：日本鉄道品川線の駅として開業[1]。当時は島式ホーム1面2線だった。
  - 8月1日：上記の連絡線は品川線の支線となった。
- 1902年（明治35年）10月15日：貨物の取り扱いを開始[1]。
- 1906年（明治39年）11月1日：日本鉄道が国有化[1]。
- 1909年（明治42年）10月12日：線路名称制定により山手線の所属となる。
- 1915年：大井工場が開業。
- 1916年：大井町駅との間の連絡線の通常の列車の通行を終了。
- 1934年：東海道貨物線（品鶴線）と山手貨物線を短絡する大崎支線が開通。
- 1945年（昭和20年）5月24日：太平洋戦争中に空襲に遭い、ホーム全焼。
- 1965年（昭和40年）7月：目黒川信号場と蛇窪信号場を、当駅構内に統合。
- 1966年（昭和41年）：橋上駅化。山手線ホームを拡張の上、現在の島式ホーム2面4線とした。
- 1980年（昭和55年）10月1日：貨物の取り扱いを廃止[1]。なお、1970年（昭和45年）頃まで明電舎大崎工場（現・東京事業所）への専用線があり、貨物輸送を行っていた。
- 1987年（昭和62年）4月1日：国鉄分割民営化に伴い、東日本旅客鉄道（JR東日本）の駅となる[1]。
- 1990年（平成2年）11月17日：自動改札機を導入[3]。
- 1996年（平成8年）3月16日：埼京線の運行区間を恵比寿駅まで延長。同駅では折り返しが不可能だったため当駅との間を回送し、当駅で折り返しを実施していた。
- 2001年（平成13年）11月18日：ICカード「Suica」の利用が可能となる[報道 1]。
- 2002年（平成14年）12月1日：りんかい線が当駅まで延伸開業[報道 2][報道 3][4]。大崎支線のホームが供用開始された事により、埼京線の客扱運転区間が当駅まで延長されてりんかい線との直通運転を開始[報道 3][報道 4]。湘南新宿ラインの停車駅となる[報道 3]。同時期にコンコースを拡幅し、南改札口を供用開始、従来の改札口は北改札口となる。
- 2010年（平成22年）11月：南連絡通路の拡幅工事が始まる。また、Dilaの整備も進み、ユニクロなどが入居する。
- 2019年（令和元年）11月30日：相鉄線直通列車が運行開始し停車駅となる[報道 5]。
- 2020年（令和2年）10月29日：北改札内に駅ナカシェアオフィス「STATION BOOTH」が開業[5]。
- 2022年（令和4年）3月14日：特急「湘南」の停車を開始[報道 6]。
- 2023年（令和5年）2月28日：みどりの窓口の営業を終了[6][7]。

## 駅構造

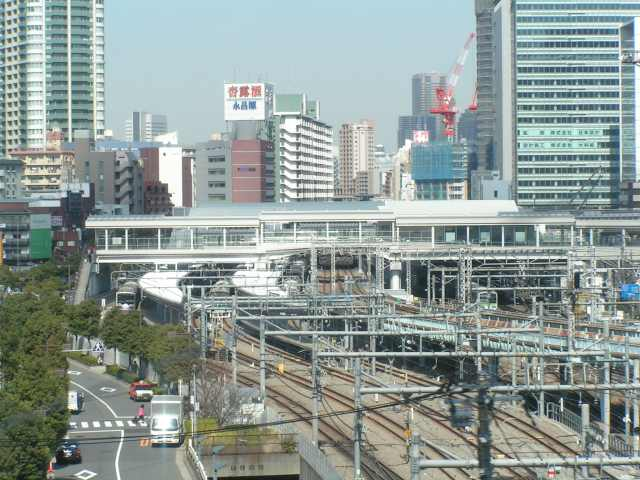
駅全景（2006年3月）

島式ホーム4面8線を有する地上駅で、橋上駅舎を有している。相互直通運転している関係でJR東日本・東京臨海高速鉄道で駅舎・改札内・ホーム・着発線を共用している。
鉄道資産としてはJR東日本・東京臨海高速鉄道の折半所有であり、両社の財産境界は5 - 8番線の途中に設定されている。TWRりんかい線とJR大崎支線が共に記された終点標が設置されている。ただし駅管理はJR東日本が行っており、駅名標など案内サインはJR東日本タイプのものが使用されている。また、すべての着発線がJR東日本東京圏輸送管理システムの運行管理下にあり、駅務においてもJR東日本首都圏本部が社員を配置して行っている。管理駅として五反田駅の管理も行っている。
架空電車線への電力供給は通常JR東日本から行われる。万一JRから給電できなくなった場合に備えて東京臨海高速鉄道から6・7番線に供給できる電線を設けている。そのため、りんかい線はJR線の給電状況に関わらず当駅を含む自社線内の通常運行が継続できる仕組みである。

### 通路
駅舎は、五反田寄りに北改札口、品川寄りに南改札口を持ち、両コンコースは「Dila大崎」を介してつながっている。品川寄りのコンコースからのJR山手線ホームへのエスカレーターは、設置位置のホームが狭いために1人用である。また、北改札口からの出口は東口と西口が、南改札口からの出口は新東口と新西口があり、東口及び新東口にはゲートシティ大崎などへ、新西口にはThinkParkなどへのペデストリアンデッキがつながっている。

### 設備
自動精算機でりんかい線の乗車券の精算を行うことは可能。精算にはかつてのパスネット（現在は発売終了）は使用できなかった。自動券売機はJR線用のものとりんかい線用のものが別に設置されている。なお、乗車券の地紋はJR東日本のもので発行される。
JR東日本が営業していたみどりの窓口では、当駅発着のりんかい線の普通乗車券・往復乗車券・定期乗車券も発売していた。

### のりば
| 番線 | 路線           | 方向   | 行先                         | 備考                  |
| ---- | -------------- | ------ | ---------------------------- | --------------------- |
| 1    | 山手線         | 内回り | 品川・東京・上野方面         |                       |
| ２   | 山手線         | 内回り | 品川・東京・上野方面         | 当駅始発・当駅止まり  |
| 3    | 山手線         | 外回り | 渋谷・新宿・池袋方面         |                       |
| ４   | 山手線         | 外回り | 渋谷・新宿・池袋方面         | 当駅始発・当駅止まり  |
| 5    | 湘南新宿ライン | 南行   | 横浜・大船・小田原・逗子方面 |                       |
| 5    | 相鉄線直通     | 下り   | 羽沢横浜国大・海老名方面     |                       |
| 5    | りんかい線     | 上り   | 新木場方面                   | 主に 埼京線からの直通 |
| 6・7 | 埼京線         | 北行   | 新宿・池袋・赤羽・大宮方面   | 6番線はごく一部のみ   |
| 6・7 | りんかい線     | 上り   | 新木場方面                   | 主に当駅折り返し      |
| 8    | りんかい線     | 上り   | 新木場方面                   | 一部列車のみ          |
| 8    | 埼京線         | 北行   | 新宿・池袋・赤羽・大宮方面   |                       |
| 8    | 湘南新宿ライン | 北行   | 大宮・宇都宮・高崎方面       |                       |

（出典：JR東日本:駅構内図）
- 山手線
  - 電車の保守整備を担当するJR東日本東京総合車両センター（東総セ）が隣接している。このため山手線電車で当駅始発・終点となる設定がある（山手線#運行形態を参照）。
  - 1番線ホームの線路の品川寄りの一番反対側には、詰所に直結する運転士交代用のホームが設置されている。
  - 主に1・3番線を使用する。2・4番線は東京総合車両センターに出入りする電車が使用する。2012年12月22日より、1・3番線のみ可動式ホーム柵の使用が始まった[12]。
  - 環状運転列車は当駅で列車番号を変更する。
- りんかい線
  - 主に線内折り返し（新木場方面行き）列車は6・7番線から、埼京線からの乗り入れは5・6番線から発車する。
  - 駅構内自動放送では、線内折り返し・埼京線からの乗り入れを問わず、「りんかい線直通」とアナウンスされる。
- 埼京線
  - 主に7・8番線から発車する。
  - 駅構内自動放送では、「埼京線」「川越線」とはアナウンスされず、種別と行先のみアナウンスされる。
- 湘南新宿ライン・相鉄線直通列車
  - 武蔵小杉駅方面を発着する列車は通常5・8番線のみに発着し、6・7番線は埼京線・りんかい線専用として運用・案内されているが、配線上・有効長上、武蔵小杉駅方面と6・7番線間も連絡可能であり、埼京線や湘南新宿ラインの運転見合わせ時や大幅なダイヤ乱れ時などの緊急時に使用されることがある。工事などで計画的に恵比寿駅方面への運行を全面的に見合わせる場合は、5・6番線をりんかい線、7・8番線を湘南新宿ライン・相鉄線直通列車（武蔵小杉駅方面）のそれぞれ折り返しホームとして使用する。
  - 湘南新宿ライン北行については当駅を境に種別案内を変更する列車がある。高崎線直通の快速列車は当駅から先では各駅に停車するため、当駅から北では「普通」として案内される。逆に、宇都宮線直通の普通列車で大宮 - 小山駅間を快速運転する列車については、当駅から北では「快速」として案内される。
  - 相鉄線直通列車は当駅でJRとしての路線記号が切り替わる。当駅から新宿方面は埼京線の「JA」、武蔵小杉方面は湘南新宿ラインの「JS」を用いる。また、湘南新宿ライン同様、当駅を境に種別案内を変更する上り列車があり、埼京線の赤羽 - 武蔵浦和（通勤快速は大宮）間を快速運転する列車については、当駅で「各駅停車」から種別表記を切り替える。
  - 駅構内の発車標の列車別案内では、「湘南新宿ライン」および「直通」は省略され、それぞれの直通先路線名「東海道線」「高崎線」「横須賀線」「宇都宮線」「相鉄線」で表記されている。

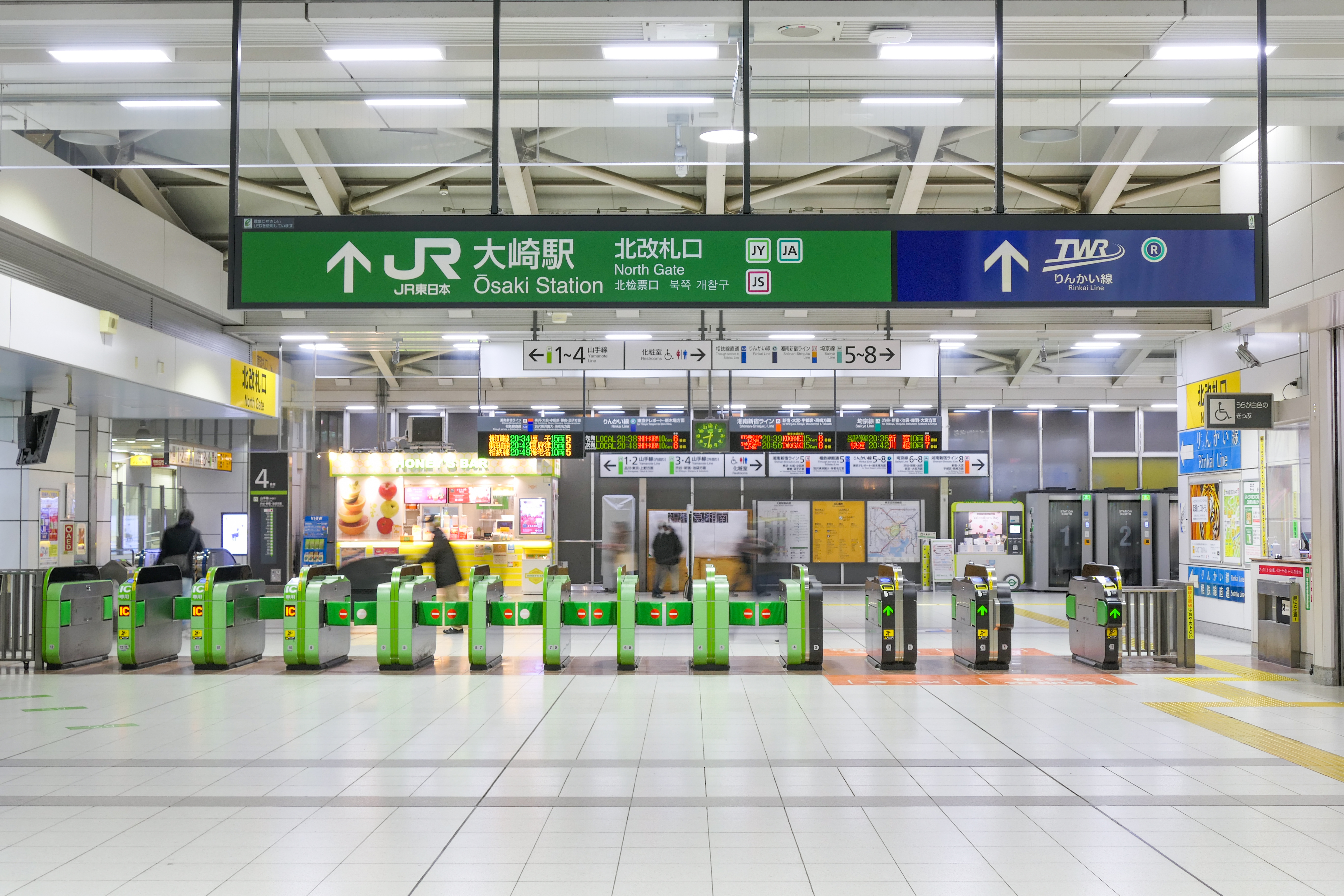
北改札口（2022年1月）
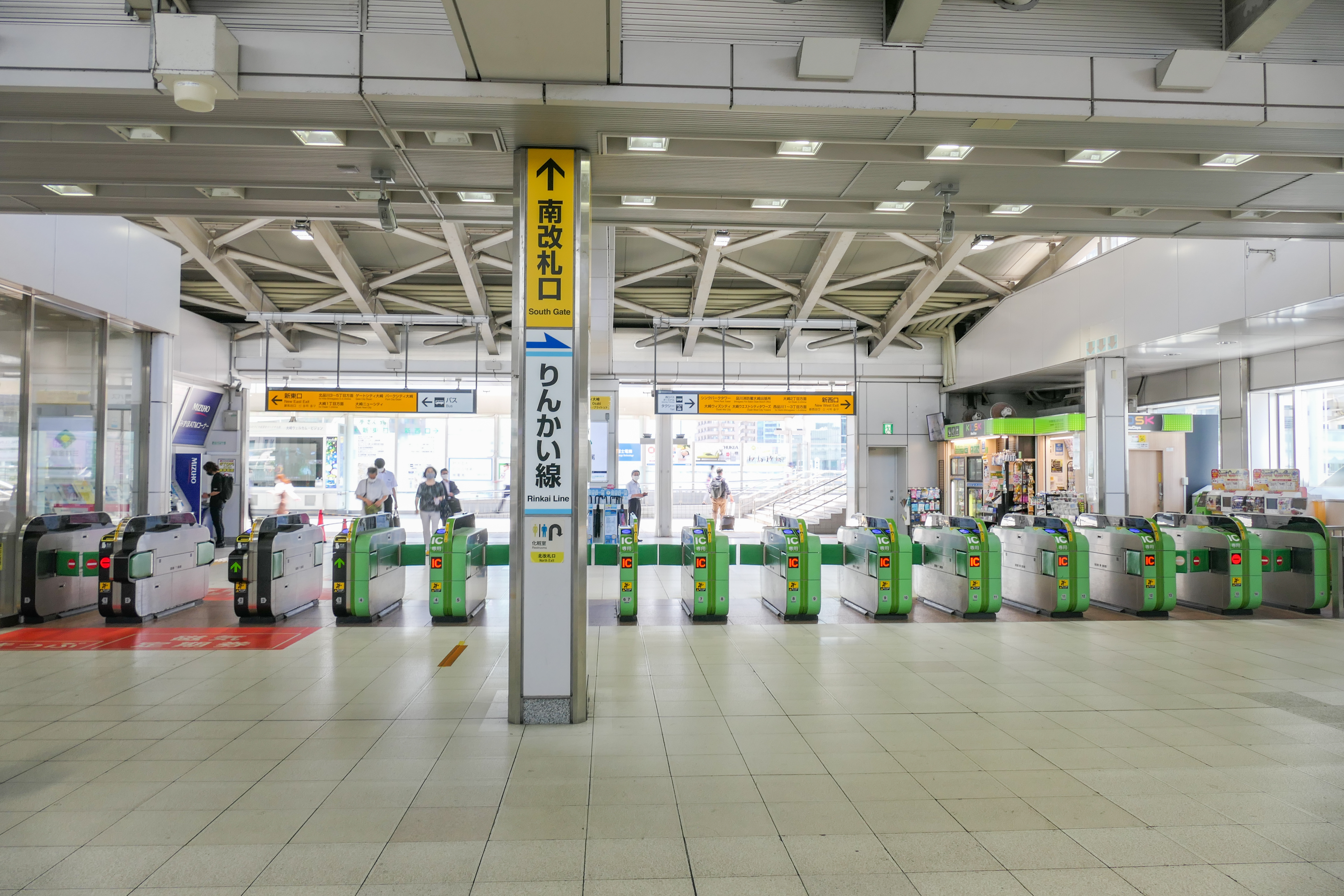
南改札口（2022年6月）
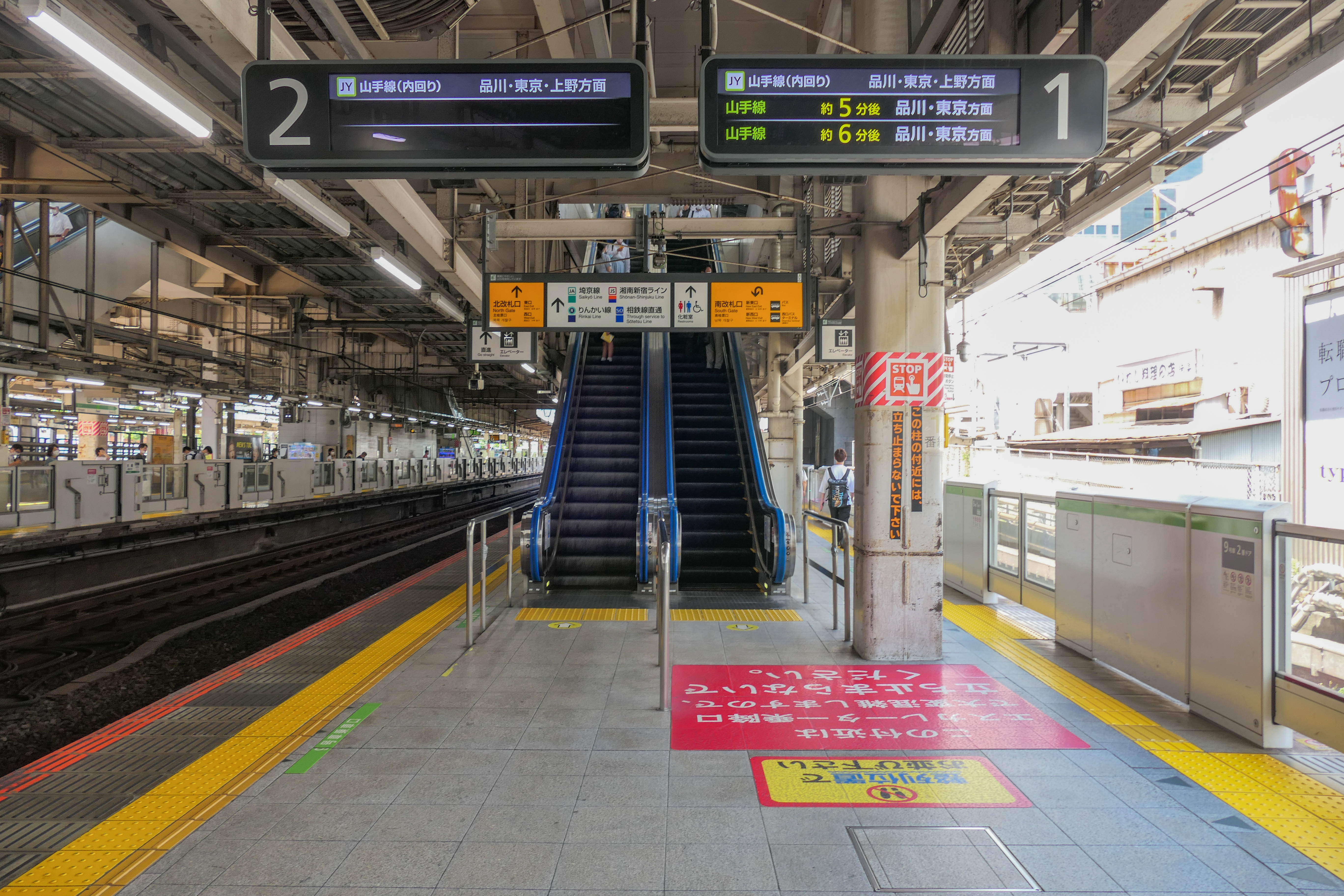
1・2番線（山手線）ホーム（2022年6月）
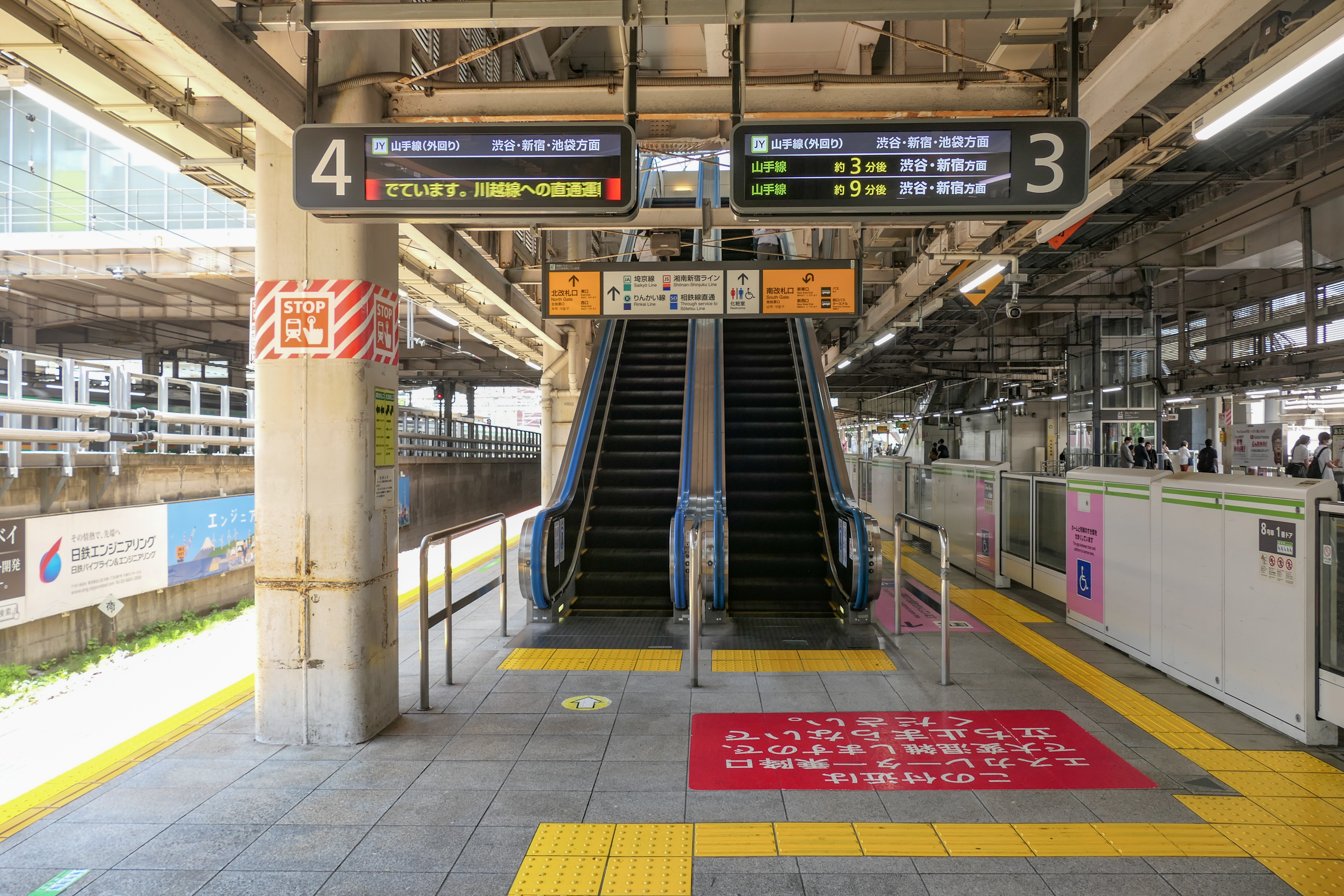
3・4番線（山手線）ホーム（2022年6月）
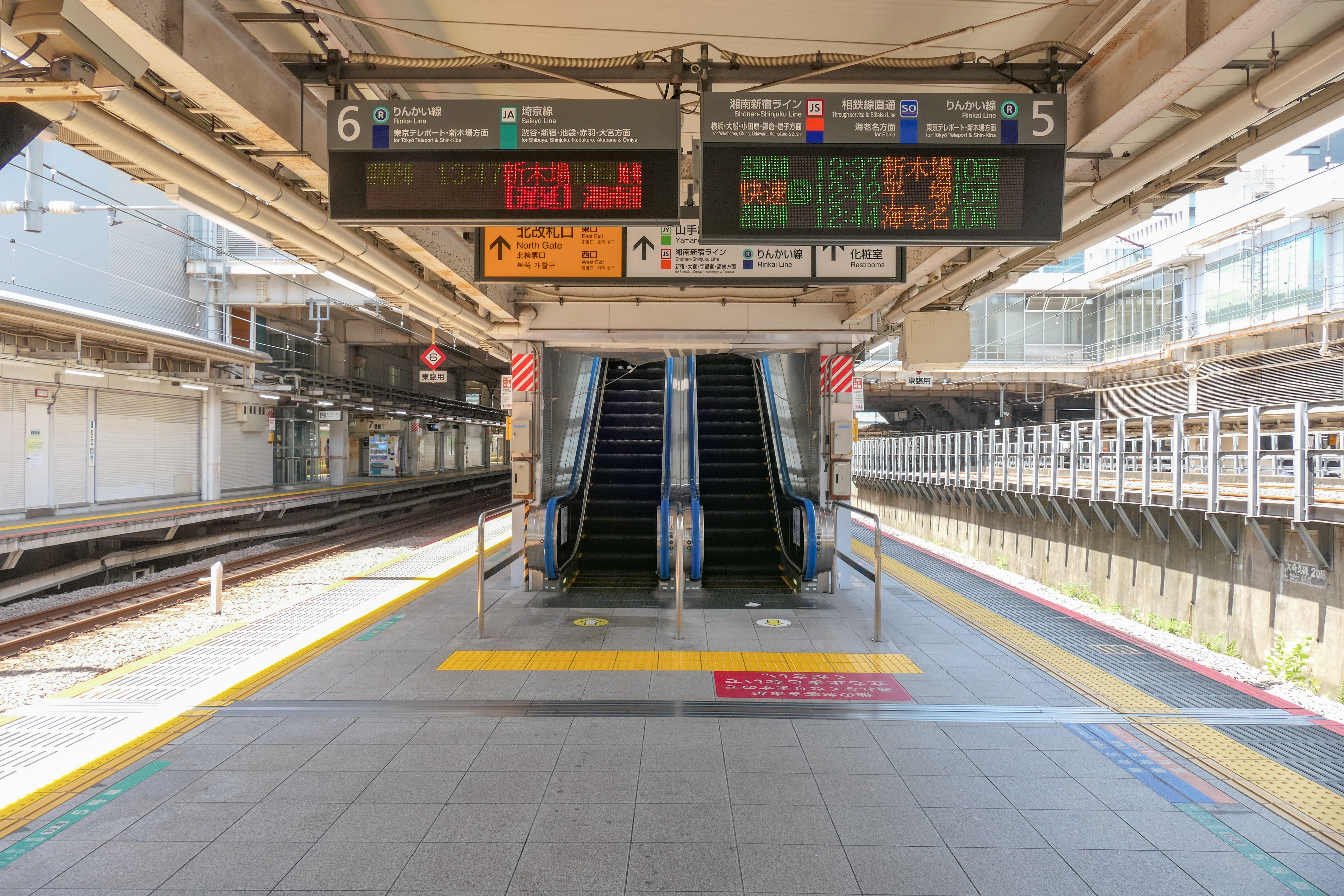
5・6番線（埼京線・湘南新宿ライン・りんかい線）ホーム（2022年6月）
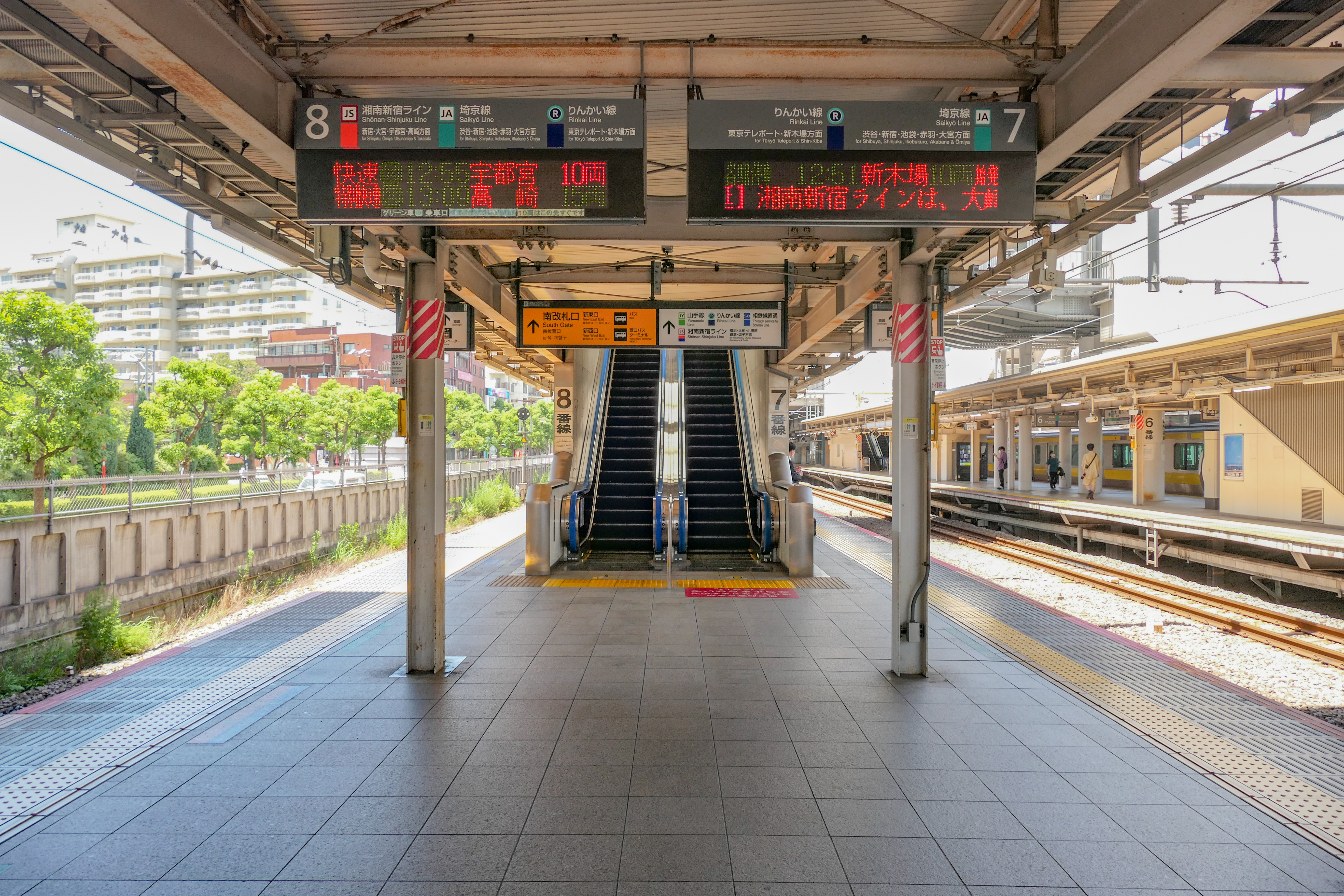
7・8番線（埼京線・湘南新宿ライン・りんかい線）ホーム（2022年6月）
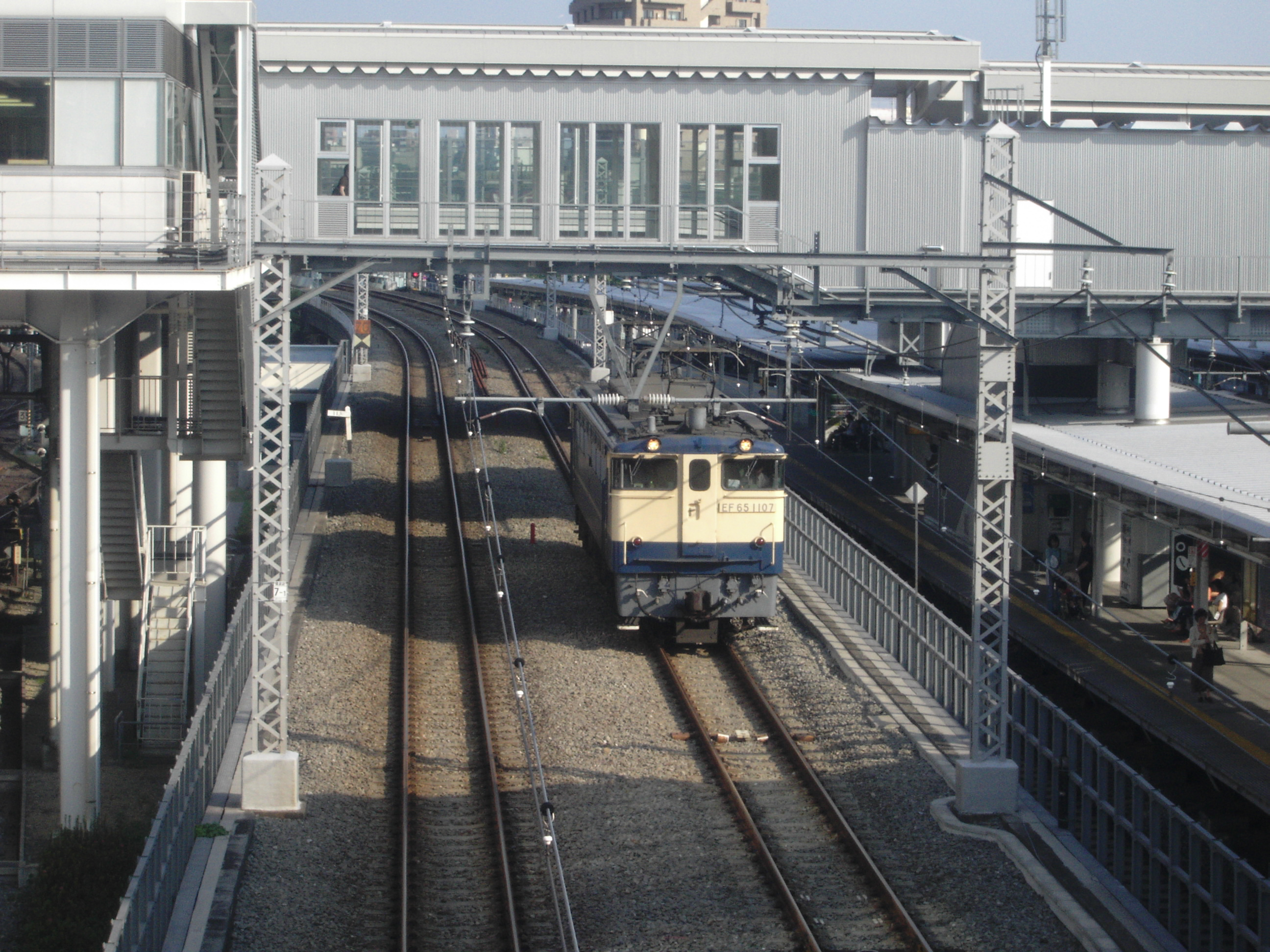
貨物線（2006年5月）

### 配線図

大崎付近概略図

- JR山手貨物線は、駅の北方から構内に向けて品川方面に向かう本線と、西大井方面に向かう大崎支線とに分岐する。本線側の線路にはホームが設けられていない。
かつては大崎支線側の線路にもホームはなく通過線と着発線があり、埼京線が恵比寿発着だった頃は、同駅が閉塞内の駅で折り返し設備がなかったため、当駅まで回送してこの着発線を使用して折り返しが行われていた。
この大崎支線側の線路には、2002年12月1日からJR埼京線・湘南新宿ライン・東京臨海高速鉄道りんかい線用として5 - 8番線のホームが設置された。
- JR湘南新宿ライン・相鉄線直通列車は旧蛇窪信号場で横須賀線（品鶴線）と合流するが、北行は信号場手前のポイントを通過する。この事態を解消するため、当駅に近い位置に新たな短絡線を新設する構想がある（大崎支線#短絡線構想を参照）。
- 新宿方面発着の成田エクスプレスは山手貨物線を走行し当駅を通過、旧目黒川信号場で横須賀線（品鶴線）と合流する。

## 利用状況
いずれも直通人員を含む数値である。
- JR東日本 - 2023年度の1日平均乗車人員は134,526人である[利用客数 1]。
同社では立川駅に次いで第15位。埼京線とりんかい線の開業以前は山手線のみ停車する駅で、乗車人員が5万人程度であった。しかし、両線の開業（延長）や湘南新宿ラインの停車開始、次項で記す駅周辺の再開発などもあり、急激に乗車人員が増加している。2018年度（平成30年度）の増加率は前年比5.0%増と、ベスト100ではトップの増加率であり、さらに長らく14位、15位だった有楽町駅、立川駅の2駅を同時に抜き去るなど目覚ましい利用者数増加を果たしている。
- 東京臨海高速鉄道 - 2022年度の1日平均乗車人員は53,416人である[利用客数 2]。
りんかい線内8駅中第1位。

### 年度別1日平均乗車人員（1900年代 - 1930年代）
各年度の1日平均乗車人員の推移は下表の通りである。
| 年度               | 日本鉄道 / 国鉄 | 出典              |
| ------------------ | --------------- | ----------------- |
| 1900年（明治33年） | [ 備考 1 ]      | [ 東京府統計 1 ]  |
| 1901年（明治34年） | 109             | [ 東京府統計 2 ]  |
| 1902年（明治35年） | 142             | [ 東京府統計 3 ]  |
| 1903年（明治36年） | 173             | [ 東京府統計 4 ]  |
| 1904年（明治37年） | 116             | [ 東京府統計 5 ]  |
| 1905年（明治38年） | 111             | [ 東京府統計 6 ]  |
| 1907年（明治40年） | 202             | [ 東京府統計 7 ]  |
| 1908年（明治41年） | 280             | [ 東京府統計 8 ]  |
| 1909年（明治42年） | 366             | [ 東京府統計 9 ]  |
| 1911年（明治44年） | 848             | [ 東京府統計 10 ] |
| 1912年（大正元年） | 854             | [ 東京府統計 11 ] |
| 1913年（大正02年） | 1,137           | [ 東京府統計 12 ] |
| 1914年（大正03年） | 1,396           | [ 東京府統計 13 ] |
| 1915年（大正04年） | 1,257           | [ 東京府統計 14 ] |
| 1916年（大正05年） | 1,745           | [ 東京府統計 15 ] |
| 1919年（大正08年） | 3,554           | [ 東京府統計 16 ] |
| 1920年（大正09年） | 4,380           | [ 東京府統計 17 ] |
| 1922年（大正11年） | 6,438           | [ 東京府統計 18 ] |
| 1923年（大正12年） | 8,852           | [ 東京府統計 19 ] |
| 1924年（大正13年） | 11,277          | [ 東京府統計 20 ] |
| 1925年（大正14年） | 11,682          | [ 東京府統計 21 ] |
| 1926年（昭和元年） | 12,272          | [ 東京府統計 22 ] |
| 1927年（昭和02年） | 12,504          | [ 東京府統計 23 ] |
| 1928年（昭和03年） | 12,378          | [ 東京府統計 24 ] |
| 1929年（昭和04年） | 12,285          | [ 東京府統計 25 ] |
| 1930年（昭和05年） | 11,112          | [ 東京府統計 26 ] |
| 1931年（昭和06年） | 10,163          | [ 東京府統計 27 ] |
| 1932年（昭和07年） | 9,827           | [ 東京府統計 28 ] |
| 1933年（昭和08年） | 10,102          | [ 東京府統計 29 ] |
| 1934年（昭和09年） | 10,292          | [ 東京府統計 30 ] |
| 1935年（昭和10年） | 10,638          | [ 東京府統計 31 ] |

### 年度別1日平均乗車人員（1953年 - 2000年）
| 年度               | 国鉄 / JR東日本 | 出典              |
| ------------------ | --------------- | ----------------- |
| 1953年（昭和28年） | 17,100          | [ 東京都統計 1 ]  |
| 1954年（昭和29年） | 18,285          | [ 東京都統計 2 ]  |
| 1955年（昭和30年） | 18,494          | [ 東京都統計 3 ]  |
| 1956年（昭和31年） | 19,543          | [ 東京都統計 4 ]  |
| 1957年（昭和32年） | 21,731          | [ 東京都統計 5 ]  |
| 1958年（昭和33年） | 22,480          | [ 東京都統計 6 ]  |
| 1959年（昭和34年） | 24,506          | [ 東京都統計 7 ]  |
| 1960年（昭和35年） | 26,459          | [ 東京都統計 8 ]  |
| 1961年（昭和36年） | 27,361          | [ 東京都統計 9 ]  |
| 1962年（昭和37年） | 28,560          | [ 東京都統計 10 ] |
| 1963年（昭和38年） | 29,542          | [ 東京都統計 11 ] |
| 1964年（昭和39年） | 29,869          | [ 東京都統計 12 ] |
| 1965年（昭和40年） | 29,779          | [ 東京都統計 13 ] |
| 1966年（昭和41年） | 29,865          | [ 東京都統計 14 ] |
| 1967年（昭和42年） | 30,149          | [ 東京都統計 15 ] |
| 1968年（昭和43年） | 30,291          | [ 東京都統計 16 ] |
| 1969年（昭和44年） | 28,907          | [ 東京都統計 17 ] |
| 1970年（昭和45年） | 28,904          | [ 東京都統計 18 ] |
| 1971年（昭和46年） | 27,361          | [ 東京都統計 19 ] |
| 1972年（昭和47年） | 27,567          | [ 東京都統計 20 ] |
| 1973年（昭和48年） | 27,184          | [ 東京都統計 21 ] |
| 1974年（昭和49年） | 26,740          | [ 東京都統計 22 ] |
| 1975年（昭和50年） | 25,893          | [ 東京都統計 23 ] |
| 1976年（昭和51年） | 26,912          | [ 東京都統計 24 ] |
| 1977年（昭和52年） | 25,995          | [ 東京都統計 25 ] |
| 1978年（昭和53年） | 25,575          | [ 東京都統計 26 ] |
| 1979年（昭和54年） | 26,030          | [ 東京都統計 27 ] |
| 1980年（昭和55年） | 25,934          | [ 東京都統計 28 ] |
| 1981年（昭和56年） | 27,104          | [ 東京都統計 29 ] |
| 1982年（昭和57年） | 26,532          | [ 東京都統計 30 ] |
| 1983年（昭和58年） | 26,115          | [ 東京都統計 31 ] |
| 1984年（昭和59年） | 26,427          | [ 東京都統計 32 ] |
| 1985年（昭和60年） | 25,882          | [ 東京都統計 33 ] |
| 1986年（昭和61年） | 27,553          | [ 東京都統計 34 ] |
| 1987年（昭和62年） | 32,150          | [ 東京都統計 35 ] |
| 1988年（昭和63年） | 34,516          | [ 東京都統計 36 ] |
| 1989年（平成元年） | 36,091          | [ 東京都統計 37 ] |
| 1990年（平成02年） | 39,130          | [ 東京都統計 38 ] |
| 1991年（平成03年） | 41,956          | [ 東京都統計 39 ] |
| 1992年（平成04年） | 42,915          | [ 東京都統計 40 ] |
| 1993年（平成05年） | 43,328          | [ 東京都統計 41 ] |
| 1994年（平成06年） | 44,189          | [ 東京都統計 42 ] |
| 1995年（平成07年） | 43,905          | [ 東京都統計 43 ] |
| 1996年（平成08年） | 44,789          | [ 東京都統計 44 ] |
| 1997年（平成09年） | 45,480          | [ 東京都統計 45 ] |
| 1998年（平成10年） | 47,545          | [ 東京都統計 46 ] |
| 1999年（平成11年） | 57,081          | [ 東京都統計 47 ] |
| 2000年（平成12年） | 57,101          | [ 東京都統計 48 ] |

### 年度別1日平均乗車人員（2001年以降）
2001年度（平成13年度）以降の1日平均乗車人員推移は下表の通り。
| 年度               | JR東日本 | 東京臨海 高速鉄道 | 出典              |
| ------------------ | -------- | ----------------- | ----------------- |
| 2001年（平成13年） | 57,069   | 未開業            | [ 東京都統計 49 ] |
| 2002年（平成14年） | 61,462   | 18,661            | [ 東京都統計 50 ] |
| 2003年（平成15年） | 79,231   | 25,560            | [ 東京都統計 51 ] |
| 2004年（平成16年） | 84,180   | 29,268            | [ 東京都統計 52 ] |
| 2005年（平成17年） | 93,709   | 35,389            | [ 東京都統計 53 ] |
| 2006年（平成18年） | 101,941  | 40,099            | [ 東京都統計 54 ] |
| 2007年（平成19年） | 115,483  | 46,536            | [ 東京都統計 55 ] |
| 2008年（平成20年） | 123,918  | 49,718            | [ 東京都統計 56 ] |
| 2009年（平成21年） | 124,577  | 50,622            | [ 東京都統計 57 ] |
| 2010年（平成22年） | 126,436  | 50,653            | [ 東京都統計 58 ] |
| 2011年（平成23年） | 127,838  | 49,835            | [ 東京都統計 59 ] |
| 2012年（平成24年） | 138,811  | 55,666            | [ 東京都統計 60 ] |
| 2013年（平成25年） | 143,397  | 58,041            | [ 東京都統計 61 ] |
| 2014年（平成26年） | 145,672  | 60,467            | [ 東京都統計 62 ] |
| 2015年（平成27年） | 154,544  | 59,203            | [ 東京都統計 63 ] |
| 2016年（平成28年） | 160,820  | 61,340            | [ 東京都統計 64 ] |
| 2017年（平成29年） | 164,876  | 63,766            | [ 東京都統計 65 ] |
| 2018年（平成30年） | 173,136  | 65,415            | [ 東京都統計 66 ] |
| 2019年（令和元年） | 177,095  | 64,982            | [ 東京都統計 67 ] |
| 2020年（令和02年） | 108,842  | 37,243            |                   |
| 2021年（令和03年） | 103,733  | 39,469            |                   |
| 2022年（令和04年） | 118,489  | 45,860            |                   |
| 2023年（令和05年） | 134,526  | 53,416            |                   |

備考
1. ↑  1901年2月25日開業。
2. ↑  2002年12月1日開業。開業日から2003年3月31日までの計121日間を集計したデータ。

## 駅周辺
2002年12月以前は山手線の単独駅であり、ソニーや明電舎などの工業地帯に隣接していた。1982年に大崎副都心に指定されると、再開発が進み、2002年12月に埼京線・りんかい線・湘南新宿ラインが利用可能になってからは開発が加速し、再開発と交通利便性の向上により、大規模なオフィスビルが立ち並ぶビジネス街へと発展した。
- 大崎ニューシティ
  - 大崎駅前郵便局
  - ホテルニューオータニイン東京
- ゲートシティ大崎
  - ゲートシティ大崎郵便局
- パークシティ大崎
- オーバルコート大崎
- アートヴィレッジ大崎セントラルタワー
- 大崎センタービル
- ThinkPark
  - ダイワロイネットホテル東京大崎 - 2021年3月19日より、駅ナカシェアオフィス「STATION WORK」が利用可能（事前予約制）[14][報道 7]
- 大崎ウエストシティタワーズ
- NBF大崎ビル（旧：ソニーシティ大崎）
- 大崎ウィズシティ[15]
  - 大崎駅西口郵便局
- 大崎ガーデンタワー[16]
- 品川区立大崎図書館
- 大崎フォレストビル
- 日本クッカリー 本社
- 警視庁大崎警察署
- 立正大学 - 山手通り沿い（西側）。
- 品川区立日野学園
- 品川区立御殿山小学校

このうち、大崎ニューシティ、ゲートシティ大崎、ThinkPark、NBF大崎ビル、大崎ウエストシティタワーズ、大崎ウィズシティは、ペデストリアンデッキを介して駅と直接つながっている。

## バス路線
東急バスは従来東口側の大崎駅停留所に発着していた。品川区によって新たに西口側に大崎駅西口バスターミナルが整備され、WILLER EXPRESSが2015年（平成27年）12月7日夜行便より、東急バスが翌12月8日より乗り入れを開始した。それぞれ以下の路線が乗り入れている。
山手線で都営バスが乗り入れていないのは当駅と代々木駅のみ、地下鉄も含めた都営交通全般では当駅が唯一である。

### 大崎駅
| 乗り場 | 運行事業者 | 系統・行先                                                      | 備考 |
| ------ | ---------- | --------------------------------------------------------------- | ---- |
| 1      | 東急バス   | - 渋41：大井町駅・新馬場駅前 - 渋43：高輪ゲートウェイ駅・品川駅 |      |
| 2      | 東急バス   | 渋41・渋43：渋谷駅・清水                                        |      |

### 大崎駅西口バスターミナル

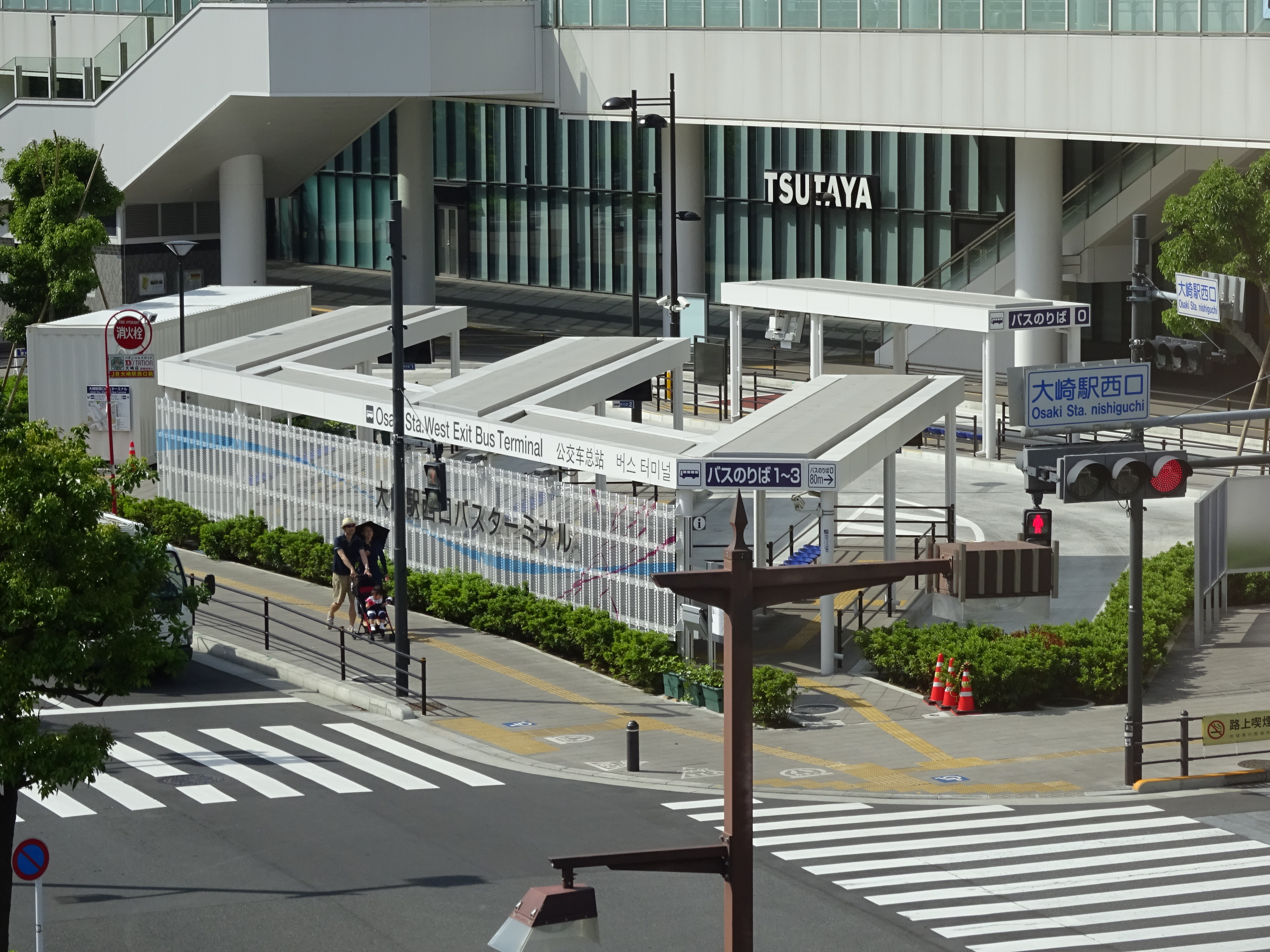
大崎駅西口バスターミナル（2016年6月）

西口バスターミナルは一般社団法人大崎エリアマネージメントによって運営されている。面積は約1392平方メートルで、バス乗降場は0 - 3番の4バースある。品川区や運営団体では今後以下の路線の他、盛岡・青森、秋田、富山・金沢、鳥取・島根、広島などを発着する路線の乗り入れを目指していく。2016年10月31日からは成田空港・芝山町を結ぶ成田シャトルが運行を開始。
| 乗り場 | 運行事業者                             | 系統・行先 | 備考                     |
| ------ | -------------------------------------- | --- | ------------------------ |
| 0      | 東急バス                               | 渋42：渋谷駅・清水 | 停留所名は「大崎駅西口」 |
| 1 - 3  | WILLER EXPRESS                         | - 昼行：WILLERバスターミナル大阪梅田 - 夜行：WILLERバスターミナル大阪梅田・OCAT・神戸三宮（高架商店街前・PMPTビル）/ 名古屋南ささしまライブ・アクトシティ浜松 / 福島駅西口・仙台駅西口 / 長野小島田・長野駅東口 - 昼行・夜行：長岡駅大手口・新潟駅南口・新潟古町・新潟港（万代島）・新潟港（山の下埠頭） |                          |
| 1 - 3  | - WILLER EXPRESS - 大阪さやま交通      | 夜行：京都駅（ホテルセントノーム）・WILLERバスターミナル大阪梅田・堺駅西口 |                          |
| 1 - 3  | - WILLER EXPRESS - 帝産観光バス        | 夜行：WILLERバスターミナル大阪梅田・USJ・リーベルホテル（JR桜島駅前） |                          |
| 1 - 3  | - 小田急ハイウェイバス - 秋田中央交通  | 夜行「フローラ号」：秋田駅東口・秋田長崎屋バスターミナル | 季節運行                 |
| 1 - 3  | ベイラインエクスプレス                 | 夜行：富山駅北口・富山県水墨美術館前・金沢駅西口 |                          |
| 1 - 3  | - WILLER EXPRESS - 京成バス - 千葉交通 | 成田シャトル：成田空港・芝山町役場 | 運休中                   |
| 1 - 3  | - 東急トランセ - 京浜急行バス          | 空港連絡バス：羽田空港 |                          |
| 1 - 3  | 中国バス                               | 夜行「ドリームスリーパー」：福山駅・広島駅新幹線口・中筋駅 | 運休中                   |
| 1 - 3  | 小湊鉄道                               | 昼行：長南カントリークラブ・長南パブリックコース | 平日のみ運行             |

## その他
- 湘南新宿ライン利用で当駅と西大井駅間を含む区間を乗車する場合、運賃・料金計算は品川駅経由として扱われる[20]。
- 1987年以降毎年1回（概ね体育の日の前後に）、当駅発着の山手線ノンストップ一周の団体専用臨時列車「夢さんばし号」が運行されている[21]。
- りんかい線とJRの接続駅という点に着目し、コミックマーケット参加者に下車・休憩してもらう企画として「大崎コミックシェルター」が実施されている[22]。コミックマーケット期間中は南改札付近にテントを設置し、「戦利品（コミックマーケットで購入した品物）」を見せると飲み物（夏は麦茶、冬はお汁粉）を提供するサービスを行っているほか、期間中の駅構内放送に大崎一番太郎他のキャラクターを起用するなどの企画を行っている。
- 2019年6月、回転すしスシローの「#山手線にスシローつくろーぜ!」キャンペーンにて総計21,055票中3,354票（15.9%）を獲得して第一位に選出された[23]。
- 2020年8月には当駅が開業120周年（2021年2月25日）を迎えるにあたって、ウサギをモチーフとしたオリジナルキャラクター「おうさき」が登場した[13]。字になっている口と、ハの字眉毛の悲しげな表情が特徴。Xでの「#ムカつく電車の行き先選手権」で「大崎止まりの山手線はいらない」「大崎何もない」と挙げられるなど[24]「大崎駅に対して浴びせられた数々の苦情のせいで眉が下がってしまった」という、自虐的な要素が込められたキャラクター設定となっている[13]。
- 2023年6月、「「山手線の駅名」でかわいいと思うのは？」というアンケートにおいて総計816票中193票（23.7%）を獲得して第一位に選出された[25]。

## 隣の駅
東日本旅客鉄道（JR東日本）
 山手線
品川駅 (JY 25) - 大崎駅 (JY 24) - 五反田駅 (JY 23)
 湘南新宿ライン
- 特急「湘南」停車駅

■特別快速（東海道線 - 高崎線直通）
武蔵小杉駅 (JS 15) - （旧蛇窪信号場） - 大崎駅 (JS 17) - 渋谷駅 (JS 19)
■快速（東海道線 - 高崎線直通）
武蔵小杉駅 (JS 15) - （旧蛇窪信号場） - 大崎駅 (JS 17) - 恵比寿駅 (JS 18)
■普通（横須賀線 - 宇都宮線直通）
西大井駅 (JS 16) - （旧蛇窪信号場） - 大崎駅 (JS 17) - 恵比寿駅 (JS 18)
- 宇都宮線内が「快速」となる北行き列車は、当駅まで「普通」表示で運転され、当駅で列車の種別表示が「快速」となる。

 埼京線・ 相鉄線直通列車
■通勤快速・■快速・■各駅停車
（相鉄線直通列車）西大井駅 (JS 16) /（りんかい線） - 大崎駅 (JS 17・JA 08) - 恵比寿駅 (JA 09)（埼京線）
東京臨海高速鉄道
 りんかい線
■通勤快速・■快速・■各駅停車（いずれもりんかい線内は各駅に停車） 
大井町駅 (R 07) - 大崎駅 (R 08) - （埼京線）

### 記事本文

#### 報道発表資料
1. ↑  “Suicaご利用可能エリアマップ（2001年11月18日当初）” (PDF).   東日本旅客鉄道. 2019年7月27日時点のオリジナルよりアーカイブ。2020年4月23日閲覧。
2. ↑  『「りんかい線」今年12月1日に大崎駅まで全線開業!』（プレスリリース）東京臨海高速鉄道、2002年7月12日。オリジナルの2002年12月9日時点におけるアーカイブ。2022年3月27日閲覧。
3. 1 2 3  『2002年12月ダイヤ改正について』（PDF）（プレスリリース）東日本旅客鉄道、2002年9月20日、12頁。オリジナルの2018年6月30日時点におけるアーカイブ。2020年4月22日閲覧。
4. ↑  『Suicaがもっと便利に! 東京臨海高速鉄道（株）との相互利用開始!』（PDF）（プレスリリース）東日本旅客鉄道、2002年10月8日。オリジナルの2017年11月5日時点におけるアーカイブ。2020年4月22日閲覧。
5. ↑  『2019年11月ダイヤ改正について』（PDF）（プレスリリース）東日本旅客鉄道、2019年9月6日。オリジナルの2019年9月6日時点におけるアーカイブ。2019年12月1日閲覧。
6. ↑  『2022年3月ダイヤ改正について』（PDF）（プレスリリース）東日本旅客鉄道横浜支社、2021年12月17日、2頁。オリジナルの2021年12月17日時点におけるアーカイブ。2021年12月17日閲覧。
7. ↑  『STATION WORKがダイワロイネットホテルズ14施設と提携スタート ～東京・神奈川・千葉エリアの14施設と連携開始、日本全国136カ所のネットワークへ～』（PDF）（プレスリリース）東日本旅客鉄道、ダイワロイヤル、2021年3月5日。オリジナルの2021年3月5日時点におけるアーカイブ。2021年3月6日閲覧。
8. ↑  『「渋41系統」大崎駅西口バスターミナル乗入れに伴うダイヤ改正のお知らせ【2015年12月8日（火）実施】』（プレスリリース）東急バス、2015年12月1日。2016年1月24日閲覧。

### 利用状況
JR・私鉄の1日平均利用客数
1. ↑  各駅の乗車人員 - JR東日本
2. ↑  よくあるご質問｜お問い合わせ｜お台場電車 りんかい線 （ページ上段）

JR東日本の1999年度以降の乗車人員
1. ↑  各駅の乗車人員（1999年度） - JR東日本
2. ↑  各駅の乗車人員（2000年度） - JR東日本
3. ↑  各駅の乗車人員（2001年度） - JR東日本
4. ↑  各駅の乗車人員（2002年度） - JR東日本
5. ↑  各駅の乗車人員（2003年度） - JR東日本
6. ↑  各駅の乗車人員（2004年度） - JR東日本
7. ↑  各駅の乗車人員（2005年度） - JR東日本
8. ↑  各駅の乗車人員（2006年度） - JR東日本
9. ↑  各駅の乗車人員（2007年度） - JR東日本
10. ↑  各駅の乗車人員（2008年度） - JR東日本
11. ↑  各駅の乗車人員（2009年度） - JR東日本
12. ↑  各駅の乗車人員（2010年度） - JR東日本
13. ↑  各駅の乗車人員（2011年度） - JR東日本
14. ↑  各駅の乗車人員（2012年度） - JR東日本
15. ↑  各駅の乗車人員（2013年度） - JR東日本
16. ↑  各駅の乗車人員（2014年度） - JR東日本
17. ↑  各駅の乗車人員（2015年度） - JR東日本
18. ↑  各駅の乗車人員（2016年度） - JR東日本
19. ↑  各駅の乗車人員（2017年度） - JR東日本
20. ↑  各駅の乗車人員（2018年度） - JR東日本
21. ↑  各駅の乗車人員（2019年度） - JR東日本
22. ↑  各駅の乗車人員（2020年度） - JR東日本
23. ↑  各駅の乗車人員（2021年度） - JR東日本
24. ↑  各駅の乗車人員（2022年度） - JR東日本
25. ↑  各駅の乗車人員（2023年度） - JR東日本

JR・私鉄の統計データ
1. ↑  東京都統計年鑑 - 東京都
2. ↑  品川区の統計 - 品川区

東京府統計書
1. ↑  明治33年
2. ↑  明治34年
3. ↑  明治35年
4. ↑  明治36年
5. ↑  明治37年
6. ↑  明治38年
7. ↑  明治40年
8. ↑  明治41年
9. ↑  明治42年
10. ↑  明治44年
11. ↑  大正元年
12. ↑  大正2年
13. ↑  大正3年
14. ↑  大正4年
15. ↑  大正5年
16. ↑  大正8年
17. ↑  大正10年
18. ↑  大正11年
19. ↑  大正12年
20. ↑  大正13年
21. ↑  大正14年
22. ↑  昭和元年
23. ↑  昭和2年
24. ↑  昭和3年
25. ↑  昭和4年
26. ↑  昭和5年
27. ↑  昭和6年
28. ↑  昭和7年
29. ↑  昭和8年
30. ↑  昭和9年
31. ↑  昭和10年

東京都統計年鑑
1. ↑  昭和28年 (PDF)  - 13ページ
2. ↑  昭和29年 (PDF)  - 10ページ
3. ↑  昭和30年 (PDF)  - 10ページ
4. ↑  昭和31年 (PDF)  - 10ページ
5. ↑  昭和32年 (PDF)  - 10ページ
6. ↑  昭和33年 (PDF)  - 10ページ
7. ↑  昭和34年
8. ↑  昭和35年
9. ↑  昭和36年
10. ↑  昭和37年
11. ↑  昭和38年
12. ↑  昭和39年
13. ↑  昭和40年
14. ↑  昭和41年
15. ↑  昭和42年
16. ↑  昭和43年
17. ↑  昭和44年
18. ↑  昭和45年
19. ↑  昭和46年
20. ↑  昭和47年
21. ↑  昭和48年
22. ↑  昭和49年
23. ↑  昭和50年
24. ↑  昭和51年
25. ↑  昭和52年
26. ↑  昭和53年
27. ↑  昭和54年
28. ↑  昭和55年
29. ↑  昭和56年
30. ↑  昭和57年
31. ↑  昭和58年
32. ↑  昭和59年
33. ↑  昭和60年
34. ↑  昭和61年
35. ↑  昭和62年
36. ↑  昭和63年
37. ↑  平成元年
38. ↑  平成2年
39. ↑  平成3年
40. ↑  平成4年
41. ↑  平成5年
42. ↑  平成6年
43. ↑  平成7年
44. ↑  平成8年
45. ↑  平成9年
46. ↑  平成10年 (PDF)
47. ↑  平成11年 (PDF)
48. ↑  平成12年
49. ↑  平成13年
50. ↑  平成14年
51. ↑  平成15年
52. ↑  平成16年
53. ↑  平成17年
54. ↑  平成18年
55. ↑  平成19年
56. ↑  平成20年
57. ↑  平成21年
58. ↑  平成22年
59. ↑  平成23年
60. ↑  平成24年
61. ↑  平成25年
62. ↑  平成26年
63. ↑  平成27年
64. ↑  平成28年
65. ↑  平成29年
66. ↑  平成30年
67. ↑  平成31年・令和元年